# Songezo Jim
Pour les articles homonymes, voir Jim.
Songezo Jim est un coureur cycliste sud-africain né le 17 septembre 1990 à Mthatha.

## Biographie
Songezo Jim rejoint l'équipe sud-africaine MTN Qhubeka en 2012. 
En 2013, il termine quatrième de la Tropicale Amissa Bongo et participe à Milan-San Remo au mois de mars, disputé dans des conditions météorologiques dantesques.
En 2015, il prend part à son premier grand tour au mois de septembre, le Tour d'Espagne, où il occupe notamment un rôle de coéquipier pour Louis Meintjes. Il dispute sa dernière compétition de la saison à l'occasion du Tour d'Abou Dabi, dont il prend la 23e place. En fin d'année, il prolonge le contrat qui le lie à son employeur.
En 2016, sa formation désormais renommée Dimension Data est promue à l'échelon World Tour. Au mois de mai, il est sélectionné pour participer à son premier Tour d'Italie, qui est également le premier pour son équipe. Les chefs de file désignés pour l'épreuve sont Igor Antón et Kanstantsin Siutsou. Non conservé par Dimension Data à l'issue de cette saison, il trouve refuge au sein de la nouvelle équipe continentale Kuwait-Cartucho.es pour 2017.
Après une saison peu concluante, il retourne dans les rangs amateurs en 2018 avec l'équipe élite sud-africaine Sampada, où il retrouve un ancien coéquipier, Adrien Niyonshuti.

## Palmarès et classements mondiaux

### Palmarès
- 2012
  -  Médaillé de bronze du championnat d'Afrique sur route espoirs
  - 6e du championnat d'Afrique sur route

### Résultats sur les grands tours

#### Tour d'Espagne
1 participation
- 2015 : 137e

#### Tour d'Italie
1 participation
- 2016 : 142e

### Classements mondiaux
| Année           | 2013 | 2014 | 2015 | 2016 |
| --------------- | ---- | ---- | ---- | ---- |
| UCI Africa Tour | 36e  |      |      |      |
| UCI Asia Tour   |      |      |      | 617e |